# Orchestre Beethoven de Bonn
L’Orchestre Beethoven de Bonn, également connu internationalement sous le nom de Beethoven Orchester Bonn, est un orchestre symphonique allemand fondé en 1907, basé à Bonn.

## Historique
L'Orchestre Beethoven de Bonn est fondé en 1907 sous le nom de Städtisches Orchester.
En 1945, il devient Orchester der Beethovenhalle Bonn. L'ancienne salle Beethoven étant détruite durant des bombardements en 1944, un nouveau bâtiment est construit et inauguré en 1959. L'orchestre adopte son nom actuel en 2003, en hommage à Ludwig van Beethoven, natif de Bonn.
L'Orchestre Beethoven de Bonn partage ses activités entre une saison de concerts symphoniques et des services à l'Opéra de Bonn.
Depuis 2017, le directeur musical général de l'orchestre est le chef allemand Dirk Kaftan (en). En 2020, son contrat est prolongé jusqu'en 2027.
En 2021, l'Orchestre Beethoven de Bonn est désigné ambassadeur de bonne volonté d'ONU Climat.
En 2025, le contrat de Dirk Kaftan au poste de directeur musical général de l'orchestre est prolongé pour une durée de cinq ans, jusqu'en 1932.

## Directeurs musicaux
Comme directeurs musicaux de l'orchestre se sont succédé :
- Heinrich Sauer et Hugo Grüters (1907-1922) ;
- Max Anton (1922-1930) ;
- Hermann Abendroth (1930-1933) ;
- Gustav Classens (en) (1933-1949) ;
- Otto Volkmann (1949-1957) ;
- Volker Wangenheim (en) (1957-1979) ;
- Jan Krenz (1979-1982) ;
- Gustav Kuhn (1983-1985) ;
- Dennis Russell Davies (1987-1994) ;
- Marc Soustrot (1995-2003) ;
- Roman Kofman (2003-2008) ;
- Stefan Blunier (de) (2008-2016) ;
- Christof Prick (de) (2016-2017)[5] ;
- Dirk Kaftan (en) (depuis 2017[2]).

## Créations
L'Orchestre Beethoven de Bonn est le créateur de plusieurs œuvres, de Michael Denhoff (en) (Trumbuch eines Gefangenen, 1989), Karsten Gundermann (en) (Anbendland, commande pour le centenaire de l'orchestre, 2007), Giselher Klebe (Weinachstoratorium, 1989), Michael Obst (en) (Poèmes, 1993), Philippe Schoeller (Feuergeist, étude symphonique, 2001), Kurt Schwertsik (Der Ewige Frieden, opérette, 1994), Leif Segerstam (Symphonie no 39 « Voices of Nordic Softness », 2002), Charles Wuorinen (Concerto pour quatuor de saxophones, 1994) et Isang Yun (Concerto pour hautbois, 1991), notamment.